# Rauher Berg (Aying)
Der Rauhe Berg ist ein Berg bei Kleinhelfendorf auf dem Gebiet der Gemeinde Aying.
Über den Berg führt ein Kalvarienweg. Obwohl sich der Rauhe Berg nur wenig über der näheren Umgebung erhebt, hat er eine deutliche Dominanz von mehreren Kilometern bis zum Taubenberg.